# Tatort: Hardcore
Hardcore ist ein Fernsehfilm aus der Krimireihe Tatort. Der von der Hager Moss Film GmbH im Auftrag des Bayerischen Rundfunks produzierte Beitrag ist die 1030. Tatort-Episode und wurde am 8. Oktober 2017 im Programm Das Erste gesendet. Das Münchner Ermittlerduo Batic und Leitmayr ermittelt in seinem 77. Fall.

## Handlung
Am Tag nach den Dreharbeiten zu einem Bukkake-Pornofilm wird die 25-jährige nebenberufliche Pornodarstellerin Marie Wagner alias Luna Pink, Tochter des Oberstaatsanwalts Rudolf Kysela, in den Studioräumen erdrosselt aufgefunden. Am Set war neben dem Produzenten, dem Kameramann, einer zweiten Darstellerin und 25 Männern mit Anmeldebögen ein weiterer Mann in einer auffälligen mexikanischen Wrestlermaske aktiv, die nur an drei Verkaufsstellen in München erhältlich ist. Videoaufnahmen des unter dem Studio liegenden Kaufhauses zeigen einen Verdächtigen beim Bezahlen der Maske per Kreditkarte. Der so leicht Ermittelte gesteht, in der Nacht nach dem Dreh seinen Anmeldebogen entwendet zu haben, weil ihm die Sache peinlich war. Dabei hatte er neben Marie Wagner noch eine Person wahrgenommen. Diese war der Steuerberater Markus Harms, der den Kontakt von Luna Pink zu seiner Frau Stella unterbinden wollte, die bis vor der Geburt des gemeinsamen Sohnes ebenfalls als Pornodarstellerin gearbeitet hatte. Das Ehepaar hatte eine Abmachung, dass sie Distanz zur Branche hält. Harms gesteht ihr den Mord. Kalli Hammermann, dem Assistenten des Ermittlerduos, gelingt seine erste Festnahme.

## Hintergrund
Der Film wurde vom 5. März 2017 bis zum 5. April 2017 in München und Regensburg gedreht.
Im Interview mit dem Münchner Merkur sagte Regisseur Philip Koch: „Überhaupt sind alle Szenen, die im Film zu sehen sind, realistisch – und manchmal sogar nur die Light-Version dessen, was es wirklich gibt. Da ist nichts erfunden.“ Zudem sei laut Koch die Rolle des Sam Jordan einem echten, namentlich nicht genannten, ehemaligem Münchener Pornofilmproduzenten nachempfunden, der lange Zeit in München gearbeitet hat. Zur Sendezeit um 20.15 Uhr sagte Koch, die Tatort-Redaktion habe „die Jugendschutzbeauftragte des BR schon beim Schreiben des Drehbuchs in die Arbeit eingebunden. Sie hat den Film auch gemeinsam mit der Redaktion abgenommen mit der Maßgabe, dass er für Zwölfjährige vertretbar ist. Ich persönlich glaube sowieso, dass Zwölfjährige auf ihren Smartphones heute mehr sehen als sich Eltern und Erwachsene vorstellen können.“

## Rezeption

### Kritiken
„Dieser ‚Tatort‘ hat über Strecken einen angenehm leichten, gelegentlich sogar amüsierten Tonfall. Er tritt aber nie in die Ironiefalle. Pornografie ist kein Witz, sie ist allgegenwärtig und hat möglicherweise mehr Einfluss auf Teile der Bevölkerung als Streamingdienste und das öffentlich-rechtliches Fernsehen zusammen. Autor Bartosz Grudziecki und Co-Autor und Regisseur Philip Koch werden dieser medialen Macht in ihrer Darstellung der Branche gerecht.“

„Jedenfalls schrammt der Film, trotz beeindruckender Bildästhetik zwischendurch, die Grenzen des Erträglichen. […] Wären all die – arg zahlreichen – Figuren und ihre Stories nicht so plakativ und unglaubwürdig, könnte man die Krimiparabel wohl besser goutieren. […] Dabei hat «Hardcore» durchaus starke Augenblicke: dort, wo leise und shortcut-mässig von der Einsamkeit des einen zu jener eines anderen geschnitten wird; wo der Pornokonsument zum tristen Bildschirmjunkie schrumpft. Dort, wo die pädagogische Anlage zum waschechten Film reift.“

„«Hardcore» will viel, findet aber keinen eigenen Ton. Seine Elemente fügen sich ungelenk zusammen. Immerhin, er redet über ein Phänomen, das millionenfach im Netz präsent ist. Und er spricht über das Schweigen darüber.“

### Einschaltquoten
Die Erstausstrahlung von Hardcore am 8. Oktober 2017 wurde in Deutschland von 9,12 Millionen Zuschauern gesehen und erreichte einen Marktanteil von 25,5 % für Das Erste.